# تشارلي هيوز
تشارلي هيوز (بالإنجليزية: Charlie Hughes)‏ هو مهندس الصوت أمريكي، ولد في 13 فبراير 1965 في جاكسون في الولايات المتحدة.